# Go (gruppo musicale)
I Go sono stati un supergruppo fondato nel 1976 dal compositore giapponese Stomu Yamashta.

## Storia
I membri del gruppo erano, oltre al fondatore Yamashta (percussioni e tastiere), Steve Winwood (voce e tastiere), Klaus Schulze (sintetizzatore), Al Di Meola (chitarra) e Michael Shrieve (batteria). Fino ad oggi, i Go hanno realizzato due album in studio e un album live, durante l'esibizione del 12 giugno 1976, in Francia a Parigi.

## Discografia
- 1976 - Go (Island Records)
- 1976 - Go Live from Paris (Island Records)
- 1977 - Go Too (Island Records)